# Brehmestraße (Leipzig)
Die Brehmestraße in Leipzig ist eine Anliegerstraße im Stadtteil Leutzsch, benannt nach dem ersten evangelischen Leutzscher Pfarrer Johann Brehme.

## Verlauf und Bebauung
Die Brehmestraße beginnt an der Georg-Schwarz-Straße und verläuft zunächst kurz in südwestlicher Richtung. An der Kreuzung mit der Bischofstraße schwenkt sie nach Süden ab. Nach 145 Metern trifft sie auf das Gelände des 1900 gegründeten und nach einer Leutzscher Flur benannten Kleingärtnervereins „Schwylst“ e. V., durch das sie als Fuß- bzw. Gartenweg weitergeführt wird, weshalb sie an der Bischofstraße als Sackgasse gekennzeichnet ist. Die Wohnhäuser bis zur Bischofstraße (Nr. 1–4) stammen aus den 1890er Jahren. Der folgende Dreierblock mit Vorgärten (Nr. 6, 8 und 10) wurde 1938 errichtet. Dieser und die Nummern 1 und 4 stehen unter Denkmalschutz. Während danach rechtsseitig die Kleingartenanlage beginnt, wurde nach 1990 dieser gegenüber eine aus zehn dreistöckigen Häusern mit Dachausbau bestehende zweireihige Wohnanlage mit Tiefgarage errichtet (Nr. 11–23).

## Geschichte
Aus dem Alter der Bebauung folgt, dass die Anlage und Erschließung der Straße in den 1890er Jahren von der Georg-Schwarz-Straße (damals Hauptstraße) ausging. Die erste Benennung der neuen Straße erfolgte 1901 als Karlstraße. Die im Leipziger Straßenverzeichnis angegebene Benennung nach dem Prinzen Carl von Preußen (1801–1883) erscheint für eine sächsische Landgemeinde, die Leutzsch zu dieser Zeit noch war, als äußerst unwahrscheinlich. Damals diente die Straße im Wesentlichen als Zugang zu der neuen Kleingartenanlage. Wegen der Dopplung von Straßennamen durch die Eingemeindung nach Leipzig erfolgte 1928 die Umbenennung auf den heutigen Namen nach Johann Brehme (* 1510 in Pirna), der von 1544 bis 1561 der erste evangelische Pfarrer in Leutzsch war.